# Renegade (씬 리지의 음반)
| 전문가 평가                      | 전문가 평가 |
| 평가 점수                        | 평가 점수   |
| 출처                             | 점수        |
| -------------------------------- | ----------- |
| AllMusic                         | [ 1 ]       |
| Collector's Guide to Heavy Metal | 10/10       |
| Rolling Stone                    | [ 3 ]       |

《Renegade》는 아일랜드의 하드 록 밴드 씬 리지의 열한 번째 스튜디오 음반이다. 이 음반은 키보디스트 대런 워턴이 상임 멤버로 인정받은 첫 번째 음반으로, 라인업의 다섯 번째 멤버가 되었다. 이와 같이 그는 오프닝 트랙인 〈Angel of Death〉에서 작곡가로서 공헌을 했다. 하지만, 그가 공식적으로 밴드에 합류했음에도 불구하고, 그의 사진은 음반 소매에서 누락되었다. 《Renegade》는 기타리스트 스노이 화이트가 참여한 두 번째이자 마지막 음반이다. 화이트는 하드 록보다 블루스를 연주하는 데 더 적합했고, 이듬해 상호 합의에 따라 탈퇴했다. 그는 1983년에 〈Bird of Paradise〉로 히트 싱글을 만들었다.

## 녹음
1980년 10월 발매된 이전 음반 《Chinatown》은 1981년 1월 초에 후속 작업을 시작하기 위해 바하마 나소의 컴퍼스 포인트 스튜디오로 이동했다. 《Chinatown》의 공동 프로듀서 키트 울벤은 심지어 그들과 동행했고, 그 다음 주 동안 4곡의 곡을 작업했다. 그러나 밴드 리더이자 메인 작곡가인 필 라이넛은 이 스튜디오 시간을 이용하여 그의 두 번째 솔로 음반을 위한 자료를 녹음하고 있었고, 이 중 두 곡인 〈Cathleen〉과 〈A Little Bit of Water〉는 다음 해 《The Philip Lynott Album》에 실렸다. 〈In the Delta〉는 궁극적으로 사용되지 않았지만, 〈It's Getting Dangerous for Us〉는 아직 타이틀이 없는 씬 리지 음반에 배정된 첫 곡이 되었다.
그리고 나서 밴드는 더 많은 새로운 소재를 작업하기 위해 3월에 런던의 타운하우스 스튜디오에 모이기 전에 길을 떠났다. 〈In the Delta〉에 대한 작업이 계속되었고, 《Chinatown》 세션에서 남겨진 노래인 〈The Act〉는 다시 작업되어 폐기되었고, 라이넛의 솔로 트랙이 될 또 다른 노래인 〈Someone Else's Dream〉은 녹음되었다. 기타리스트 스콧 고럼의 노래 〈Wham Bam〉과 스노이 화이트가 시작한 노래 〈Fats〉의 세 곡이 흥겨운 〈Kill (Gotta Get a Gun)〉로 발매되었다. 후자는 《Renegade》에 등장한 유일한 트랙이었다.
5월 초, 씬 리지는 굿 어스 스튜디오에서 점점 더 시간을 확보할 수 없게 되면서 런던의 새로운 오디세이 스튜디오에서 작업을 시작했다. 라이넛이 〈Mexican Girl〉이라는 곡의 8분간 데모를 녹음하는 동안 The Act에 더 많은 시간을 할애했다. 이 시기에 녹음된 또 다른 곡은 결국 사용되지 않은 채로 남겨지게 된 〈For Always〉 (원래 제목은 〈Darren's Tune〉)였는데, 이 곡은 키보디스트 대런 워턴이 시작했고 피아크라 트렌치의 스트링 편곡이 특징이었다. 이후 5월과 6월에 화이트가 리드 보컬로 참여한 두 곡인 〈Only Woman〉과 〈Moving Away From Here〉가 녹음되었지만 완료되지 않았다. 《Renegade》의 〈Banging My Head Against the Wall〉과 〈I'm Gonna Leave This Town〉에 이어 두 곡의 곡이 추가로 시작되었다. 전자는 〈Hollywood (Down on Your Luck)〉의 마지막 제목을 받기 전인 7월에 〈Down on Your Luck〉으로 다시 쓰여졌다. 〈Kill (Gotta Get a Gun)〉과 〈Mexican Girl〉 (현재 〈Mexican Blood〉로 개명)이 개발했다.

## 커버 아트
씬 리지의 아티스트 짐 피츠패트릭은 처음에 음반 커버를 디자인하는 데 참여했고, 음반 제목이 《Angel of Death》로 연필화되는 동안 예비 아이디어로 종말론적인 장면을 그려냈다. 일단 제목이 《Renegade》로 정해지면 피츠패트릭은 라이넛이 좋아하는 야생 서부를 연상시키는 수배 포스터에 라이넛이 등장하는 커버의 초안을 그렸다. 하지만, 폴리그램과 버티고 레코드는 외부 아티스트를 위한 자금을 제공하는 것을 꺼렸고, 최종 커버는 로저 돌트리의 사촌인 그레이엄 휴스에 의해 사진이 찍혔다. 한 가지 아이디어는 붉은 하늘을 배경으로 어두운 산 위에 겹친 밴드를 보여주는 것이었지만, 최종 버전은 노란색 5개의 별이 그려진 깊은 붉은 깃발을 흔드는 팔을 보여주었다. 석방되자, 라이넛은 공산주의자들의 동정심에 대한 질문에 대응하기 위해 재빨리 움직였다. 그는 "그것은 공산주의 깃발이 되어서는 안 된다"며 "비록 그것이 하나처럼 보이지만... 북베트남이나 그 어떤 것과도 관련이 없다"고 말했다. 빨간색은 공동 프로듀서인 크리스 샹그리디의 던힐 담배 상자의 색상을 본 라이넛에서 영감을 받았다. 비록 라이넛은 그 당시 담배가 자신의 것이라고 주장했다.
뒷면 커버에는 휴즈의 4명의 밴드 멤버 초상화가 그려져 있으며, 와튼은 생략되어 있다. 음반 회사는 뒷면 커버의 레이아웃이 네 장의 사진만 넣을 수 있는 공간이 있다고 주장했고, 이는 와튼을 화나게 했다. "그것은 끔찍한 변명이었고 저를 매우 아프게 했다"라고 그가 말했다. 또 다른 제안은 음반 회사가 이때쯤 와튼이 밴드의 정식 멤버라는 것을 몰랐다는 것이다. 당시 라이넛은 그룹 해체에 대한 어떠한 제안도 철회하기 위해 열심이었다.

## 곡 목록
| #  | 제목                       | 작사·작곡             | 재생 시간 |
| -- | -------------------------- | --------------------- | --------- |
| 1. | 〈Angel of Death〉         | 필 라이넛, 대런 워턴  | 6:18      |
| 2. | 〈Renegade〉               | 라이넛, 스노이 화이트 | 6:08      |
| 3. | 〈The Pressure Will Blow〉 | 스콧 고럼, 라이넛     | 3:46      |
| 4. | 〈Leave This Town〉        | 고럼, 라이넛          | 3:49      |

| #  | 제목                              | 작사·작곡      | 재생 시간 |
| -- | --------------------------------- | -------------- | --------- |
| 5. | 〈Hollywood (Down on Your Luck)〉 | 고럼, 라이넛   | 4:09      |
| 6. | 〈No One Told Him〉               | 라이넛         | 3:36      |
| 7. | 〈Fats〉                          | 라이넛, 화이트 | 4:02      |
| 8. | 〈Mexican Blood〉                 | 라이넛         | 3:40      |
| 9. | 〈It's Getting Dangerous〉        | 고럼, 라이넛   | 5:30      |